# Église universitaire St Mary the Virgin
L'Église universitaire St Mary the Virgin (University Church of St Mary the Virgin) est une église située du côté nord de High Street à Oxford. C'est le pôle autour duquel l'université d'Oxford s'est développée. Sa paroisse est presque uniquement constituée de bâtiments de l'université et de ses collèges.
St Mary the Virgin possède un porche baroque atypique dessiné par Nicholas Stone (en) qui fait face à High Street, ainsi qu'une flèche. La tour du XIIIe siècle est ouverte au public et procure un panorama sur le centre historique de la ville, en particulier sur la Radcliffe Camera, Brasenose College et All Souls College.